# Girella nebulosa
Girella nebulosa is een straalvinnige vissensoort uit de familie van de loodsbaarzen (Kyphosidae). De wetenschappelijke naam van de soort is voor het eerst geldig gepubliceerd in 1912 door Kendall & Radcliffe.